# Xanthophryne
A Xanthophryne a kétéltűek (Amphibia) osztályába, a békák (Anura) rendjébe és a varangyfélék (Bufonidae) családjába tartozó nem.

## Előfordulása
A nembe tartozó fajok India déli részén honosak.

## Rendszerezés
A nembe az alábbi fajok tartoznak:
- Xanthophryne koynayensis (Soman, 1963)
- Xanthophryne tigerina Biju, Van Bocxlaer, Giri, Loader & Bossuyt, 2009